# Babylon 5: Blood Oath
Blood Oath es el tercer libro de la serie de novelas basadas en la serie de ciencia ficción Babylon 5 creada por J. Michael Straczynski. La novela fue escrita por John Vornholt.

## Argumento
El libro se centra en G'Kar y su conflicto con la familia de Du'Rog. Este conflicto se menciona por primera vez en la serie de televisión en el episodio de la primera temporada " El Parlamento de los sueños". En él, Du'Rog contrata a un asesino de Thenta Makur para matar a G'Kar por haberle incriminado falsamente en crímenes de guerra, pero el asesino no logra cumplir su misión. En la novela, Mi'Ra, la hija de Du'Rog, envía a G'Kar un mensaje informándole de que ha jurado un Shon'Kar (un juramento de sangre por venganza). Entre el episodio "El Parlamento de los sueños" y este mensaje de Mi'Ra, hubo otro atentado contra la vida de G'Kar por asesinos contratados por la familia de Du'Rog. Este segundo intento se menciona en la novela cuando G'Kar tiene pesadillas recurrentes sobre ello. 
G'Kar teme que los intentos de asesinarle continuarán a menos que pueda acabar el conflicto con la familia de Du'Rog, ya sea haciendo las paces con ellos o matando a todos los miembros restantes de la familia. G'Kar finge su muerte haciendo explotar su nave personal tras salir de la estación. Después de un funeral en Babylon 5, Michael Garibaldi y Susan Ivanova se dirigen al mundo Narn con Na'Toth para hacer averiguacionecs sobre la muerte de G'Kar.
Garibaldi e Ivanova empiezan a sospechar que G'Kar está vivo porque nunca se recupera su cuerpo y, antes de partir hacia Narn, Londo Mollari menciona a Mark Twain, que sospechan es una referencia a Huckleberry Finn y Tom Sawyer asistiendo a sus propios funerales en una de las novelas de Twain. En la nave hacia Narn, siguen sus instintos y encuentran a G'Kar escondido en la nave. Aceptan ayudarle en Narn con la condición de que revele la verdad e impeda que su conflicto siga afectando a Babylon 5.
Garibaldi, Ivanova, Na'Toth, un humano llamado Al que se les une con el pretexto de que ha vivido Narn durante diez años y conoce el zona, y G'Kar llevando un disfraz intentan encontrar una manera de aplacar la sed de sangre de Mi'Ra.
Se reúnen con Mi'Ra para explicar que G'Kar sigue vivo, pero le dicen que sigue en Babylon 5, y debe acabar con sus intentos de matarle. Sin embargo, Mi'Ra sabe que G'Kar sigue vivo y está con ellos disfrazado. Intenta matarles, pero huyen y se ocultan en catacumbas subterráneas. Al final,  les vuelve a encontrar y Al revela que posee información que acabará el conflicto, ya que la información demuestra que su padre era inocente de todos los  cargos. Le dará la información si  acepta dejar vivir a G'Kar y este da a la familia de Du'Rog el dinero suficiente como para que recuperen sus vidas.
En Narn, G'Kar evita que se sepa su implicación en la incriminación de Du'Rog, y en cambio se presenta como un héroe que ha trabajado para restaurar el honor de la familia de Du'Rog. Tras dejar Narn, G'Kar acude a dar las gracias a Mollari ya que sabe que es el único con acceso a la información que podría haber limpiado el nombre de Du'Rog. Mollari dice que prefiere que G'Kar este en deuda con el a verle morir a manos de Mi'Ra.
- Datos: Q4102133